# El dit màgic
El dit màgic és una història de fantasia escrita per Roald Dahl l'any 1962. Va ser publicat per primer cop als Estats Units, per Harper & Row el 1966, amb il·lustracions de William Pène du Bois. Allen & Unwin va publicar una edició de Pène du Bois al Regne Unit el 1968. Les edicions posteriors han estat il·lustrades per Pat Marriott, Tony Ross, i Quentin Blake.

## Argument
El narrador és un noia sense nom de vuit anys que odia la caça, particularment per la família veïna, els Gregg. Intenta parlar-ne als Gregg, però o bé es riuen d'ella, o bé la ignoren completament. La noia té una estranya habilitat que rep el nom de dit màgic, que s'activa sempre que s'enfada. Del seu dit esclata, llavors, un feix d'energia màgica capaç de desfigurar permanentment la persona amb què està enfadada. Després de convertir la seva mestra, la Sra. Winter en un gat, es compromet a no usar mai més aquest poder. Tanmateix, cau en la temptació i l'utilitza un altre cop quan ja n'ha tingut prou de les burles dels Gregg per la seva aversió per caçar.
L'endemà, els Gregg es desperten sent persones minúscules amb ales d'ocell enlloc de braços i la seva casa és ocupada per quatre ànecs de mida humana amb braços humans en comptes d'ales. Els Gregg es veuen obligats a abandonar la casa i construir-se un niu en un dels arbres del seu jardí, on passen la nit. L'endemà al matí, en despertar-se, es troben els grans ànecs al peu de l'arbre amenaçant a disparar-los amb les seves armes que ells mateixos usaven per caçar ànecs. La senyora Gregg suplica els ànecs que no els matin just abans que un dels ànecs respongui que els seus propis fills van ser assassinats pels Gregg en el seu últim viatge de caça. Els Gregg prometen que mai no tornaran a caçar i l'encanteri es trenca: els Gregg tornen a ser humans i els ànecs tornen a tenir la seva mida normal.
L'endemà, la noia va a la seva casa i troba la família trencant les seves escopetes i excavant tombes pels ocells que han matat. Fins i tot han canviat el seu cognom a "Egg" ("Ou" en anglès). La noia pensa que potser les coses se li han anat de les mans, però llavors torna a sentir el tret d'una arma provinent d'una altra família veïna boja per la caça, els Cooper. Així doncs surt fora, i diu als Egg que els Cooper niaran als arbres aquella mateixa nit. En algunes versions del llibre, hi ha una il·lustració al final que mostra la família Cooper asseguda en un niu, víctimes del mateix encanteri que ja van patir els Egg.